# OpenAI
OpenAI là một phòng thí nghiệm nghiên cứu trí tuệ nhân tạo (AI) của Mỹ bao gồm tổ chức phi lợi nhuận OpenAI Incorporated (OpenAI Inc.) và công ty con hoạt động vì lợi nhuận OpenAI Limited Partnership (OpenAI LP). OpenAI tiến hành nghiên cứu AI với mục đích đã tuyên bố là thúc đẩy và phát triển một AI thân thiện. Các hệ thống OpenAI chạy trên siêu máy tính mạnh thứ năm trên thế giới. Tổ chức được thành lập tại San Francisco vào năm 2015 bởi Sam Altman, Reid Hoffman, Jessica Livingston, Elon Musk, Ilya Sutskever, Peter Thiel và những người khác. Musk đã từ chức khỏi hội đồng quản trị vào năm 2018 nhưng vẫn là một nhà tài trợ. Microsoft đã cung cấp cho OpenAI LP khoản đầu tư 1 tỷ USD vào năm 2019 và khoản đầu tư thứ hai trong nhiều năm vào tháng 1 năm 2023, được báo cáo là 10 tỷ USD.

## Lịch sử

### Khởi đầu phi lợi nhuận (2015–2018)
Vào tháng 12 năm 2015, Sam Altman, Greg Brockman, Reid Hoffman, Jessica Livingston, Peter Thiel, Elon Musk, Amazon Web Services (AWS), Infosys và YC Research đã công bố việc thành lập OpenAI và cam kết hơn 1 tỷ USD cho liên doanh. Tổ chức tuyên bố rằng họ sẽ "hợp tác tự do" với các tổ chức và nhà nghiên cứu khác bằng cách công khai các bằng sáng chế và nghiên cứu của mình. OpenAI có trụ sở chính tại Tòa nhà Pioneer ở Quận Mission, San Francisco.
Theo Wired, Brockman đã gặp Yoshua Bengio, một trong những "cha đẻ" của học sâu và lập danh sách "những nhà nghiên cứu giỏi nhất trong lĩnh vực này". Brockman có thể đã thuê chín người trong số họ làm nhân viên đầu tiên vào tháng 12 năm 2015. Vào năm 2016, OpenAI đã tiến hành trả lương cấp công ty (chứ không phải cấp phi lợi nhuận), nhưng không trả lương cho các nhà nghiên cứu AI theo mức tương đương với lương của Facebook hoặc Google.

### Chuyển đổi sang định hướng lợi nhuận (2019)
Vào năm 2019, OpenAI đã chuyển đổi từ phi lợi nhuận sang vì lợi nhuận có "giới hạn", với lợi nhuận tối đa giới hạn ở mức gấp 100 lần bất kỳ khoản đầu tư nào. Theo OpenAI, mô hình lợi nhuận giới hạn cho phép OpenAI LP thu hút đầu tư hợp pháp từ các quỹ mạo hiểm và ngoài ra cấp cổ phần cho nhân viên trong công ty, mục tiêu là họ có thể nói "Tôi sẽ tham gia OpenAI, nhưng trong về lâu dài, điều đó sẽ không gây bất lợi cho chúng ta với tư cách là một gia đình." Nhiều nhà nghiên cứu hàng đầu làm việc cho Google Brain, DeepMind hoặc Facebook, cũng được công ty cấp cho quyền chọn mua cổ phiếu của công ty, việc mà khi làm cho một tổ chức phi lợi nhuận không thể có được. Trước khi chuyển đổi, việc tiết lộ công khai về thù lao của những nhân viên hàng đầu tại OpenAI là bắt buộc về mặt pháp lý.

### Phát triển ChatGPT, DALL-E, hợp tác với Microsoft (2020–2023)
Vào tháng 1 năm 2023, OpenAI Global, LLC đã đàm phán về khoản tài trợ sẽ định giá công ty ở mức 29 tỷ đô la, gấp đôi giá trị năm 2021. Vào ngày 23 tháng 1 năm 2023, Microsoft đã công bố khoản đầu tư mới trị giá 10 tỷ đô la Mỹ vào OpenAI Global, LLC trong nhiều năm, một phần là để sử dụng dịch vụ điện toán đám mây Azure của Microsoft. Tin đồn về thỏa thuận này cho thấy Microsoft có thể nhận được 75% lợi nhuận của OpenAI cho đến khi đảm bảo được lợi nhuận đầu tư và 49% cổ phần trong công ty. Khoản đầu tư này được cho là một phần trong nỗ lực của Microsoft nhằm tích hợp ChatGPT của OpenAI vào công cụ tìm kiếm Bing. Google đã công bố một ứng dụng AI tương tự (Bard), sau khi ChatGPT được ra mắt, vì lo ngại rằng ChatGPT có thể đe dọa vị trí của Google như một nguồn thông tin đáng tin cậy.
Vào ngày 7 tháng 2 năm 2023, Microsoft thông báo rằng họ đang xây dựng công nghệ AI dựa trên cùng một nền tảng như ChatGPT vào Microsoft Bing, Edge, Microsoft 365 và các sản phẩm khác.

### Nỗ lực công cộng/phi lợi nhuận, Sora, hợp tác với Apple
Vào ngày 16 tháng 1 năm 2024, để đáp lại sự giám sát chặt chẽ từ các cơ quan quản lý trên toàn thế giới, OpenAI đã công bố thành lập một nhóm Collective Alignment mới với mục tiêu triển khai các ý tưởng từ công chúng để đảm bảo các mô hình của mình sẽ "phù hợp với các giá trị của nhân loại". Động thái này xuất phát từ chương trình công khai được ra mắt vào tháng 5 năm 2023. Công ty giải thích rằng chương trình này sẽ tách biệt với các nỗ lực thương mại của mình. Vào ngày 18 tháng 1 năm 2024, OpenAI đã công bố quan hệ đối tác với Đại học Bang Arizona, theo đó sẽ cung cấp cho công ty quyền truy cập hoàn toàn vào ChatGPT Enterprise. ASU có kế hoạch kết hợp công nghệ này vào nhiều khía cạnh khác nhau trong hoạt động của mình, bao gồm các khóa học, gia sư và nghiên cứu. Đây là quan hệ đối tác đầu tiên của OpenAI với một tổ chức giáo dục.
Vào ngày 15 tháng 2 năm 2024, OpenAI đã công bố một mô hình chuyển văn bản thành video có tên là Sora, dự kiến sẽ phát hành cho công chúng vào một ngày chưa xác định. Hiện tại, mô hình này có sẵn cho các nhóm đỏ (nhóm người dùng thử nghiệm) để quản lý các tác hại và rủi ro quan trọng.
Vào ngày 10 tháng 6 năm 2024, tại hội nghị WWDC 2024, OpenAI đã công bố hợp tác với Apple Inc. để đưa các tính năng ChatGPT vào Apple Intelligence và iPhone.
Vào ngày 25 tháng 9, Giám đốc công nghệ (CTO) của OpenAI Mira Murati đã thông báo rằng bà sẽ rời công ty để "tạo thời gian và không gian để thực hiện cuộc khám phá của riêng mình". Trước đó, có thông tin cho rằng Murati là một trong những người bày tỏ mối quan ngại với Hội đồng quản trị về Altman.

## Sản phẩm và ứng dụng

### Mô hình tạo nội dung (Generative model)

#### Các mô hình GPT
Bài báo gốc về đào tạo tổng quát mô hình ngôn ngữ dựa theo giải thuật transformer được viết bởi Alec Radford và các đồng nghiệp của ông. Bài báo được đăng dưới dạng preprint trên trang web của OpenAI vào ngày 11 tháng 6 năm 2018. Bài báo cho thấy cách làm thế nào để một mô hình ngôn ngữ tổng quát có thể thu nhận kiến thức thế giới và xử lý các tham số phụ thuộc tầm xa bằng cách đào tạo trước trên một kho văn bản đa dạng với các đoạn văn bản liên tục kéo dài.

#### GPT-2
Generative Pre-training Transformer 2 (GPT-2) là một mô hình ngôn ngữ trên thuật toán transformer không giám sát và là phiên bản kế thừa từ mô hình GPT thử nghiệm đầu tiên của OpenAI. GPT-2 được công bố lần đầu tiên vào tháng 2 năm 2019, với các phiên bản trình diễn giới hạn ban đầu được phát hành ra công chúng. Phiên bản đầy đủ của GPT-2 đã không được phát hành ngay lập tức do lo ngại về khả năng sử dụng sai mục đích, bao gồm cả lo ngại các ứng dụng viết tin giả. Một số chuyên gia bày tỏ sự hoài nghi việc GPT-2 có thể là một mối đe dọa đáng kể.

#### GPT-3
Được mô tả lần đầu vào tháng 5 năm 2020, Generative Pre-training Transformer 3 (GPT-3) là một mô hình ngôn ngữ trên thuật toán transformer không giám sát thế hệ tiếp theo của GPT-2. OpenAI tuyên bố rằng phiên bản đầy đủ của mô hình GPT-3 có chứa đến 175 tỷ tham số, lớn hơn hai cấp so với 1,5 tỷ tham số trong phiên bản đầy đủ của GPT-2 (mặc dù các có các mô hình GPT-3 chỉ có 125 triệu tham số cũng đã được đào tạo).

#### GPT-4
Ngày 14 tháng 3 năm 2023, OpenAI đã công bố phát hành Generative Pre-training Transformer 4 (GPT-4), mô hình mới ngôn ngữ thế hệ mới có khả năng chấp nhận văn bản hoặc hình ảnh đầu vào. OpenAI thông báo rằng phiên bản mới sử dụng công nghệ cập nhật đã vượt qua kỳ thi mô phỏng của trường luật với số điểm nằm trong khoảng 10% người dự thi cao nhất; ngược lại, phiên bản trước, GPT-3.5, chỉ đạt điểm dưới 10%. GPT-4 cũng có thể đọc, phân tích hoặc tạo văn bản tối đa 25.000 từ và viết mã lập trình bằng tất cả các ngôn ngữ lập trình chính hiện nay.

#### GPT-4o
Vào ngày 13 tháng 5 năm 2024, OpenAI đã công bố và phát hành GPT-4o, có thể xử lý và tạo văn bản, hình ảnh và âm thanh. GPT-4o đã đạt được kết quả tiên tiến nhất trong các chuẩn mực về giọng nói, đa ngôn ngữ và thị giác, lập kỷ lục mới về nhận dạng giọng nói và dịch giọng nói. Nó đạt 88,7% trong chuẩn mực Hiểu ngôn ngữ đa nhiệm hàng loạt (MMLU) so với 86,5% của GPT-4.
Vào ngày 18 tháng 7 năm 2024, OpenAI đã phát hành GPT-4o mini, phiên bản nhỏ hơn của GPT-4o thay thế GPT-3.5 Turbo trên giao diện ChatGPT. API của nó có giá 0,15 đô la cho một triệu mã thông báo đầu vào và 0,60 đô la cho một triệu mã thông báo đầu ra, so với lần lượt là 5 đô la và 15 đô la cho GPT-4o. OpenAI hy vọng nó sẽ đặc biệt hữu ích cho các doanh nghiệp, công ty khởi nghiệp và nhà phát triển muốn tự động hóa các dịch vụ bằng tác nhân AI.

#### Codex
Được công bố vào giữa năm 2021, Codex là mô hình phát triển từ GPT-3 nhưng được đào tạo thêm về lập trình từ 54 triệu mã trong kho lưu trữ GitHub và trở thành mô hình AI hỗ trợ cho công cụ tự động hoàn thành mã GitHub Copilot.
Vào tháng 8 năm 2021, OpenAI phát hành một API thử nghiệm ở dạng beta riêng tư. Theo OpenAI, mô hình này có thể tạo mã hoạt động bằng hơn chục ngôn ngữ lập trình, hiệu quả nhất là bằng Python. Tuy nhiên, sau khi hoạt động, có một số vấn đề về trục trặc, lỗi thiết kế và lỗ hổng bảo mật đã được chỉ ra. GitHub Copilot bị cáo buộc tạo ra mã nguồn đã có bản quyền nhưng không có sự ghi nhận tác giả hoặc giấy phép. OpenAI đã thông báo rằng họ sẽ ngừng hỗ trợ Codex API bắt đầu từ ngày 23 tháng 3 năm 2023.

### Văn bản thành hình ảnh

#### DALL-E
Được tiết lộ vào năm 2021, DALL-E là một mô hình Transformer tạo ra hình ảnh từ các mô tả văn bản. DALL-E sử dụng phiên bản GPT-3 có 12 tỷ tham số để diễn giải các đầu vào ngôn ngữ tự nhiên (chẳng hạn như "một chiếc ví da màu xanh lá cây có hình ngũ giác" hoặc "một góc nhìn đẳng cự của một con chuột lang nước buồn") và tạo ra các hình ảnh tương ứng. Nó có thể tạo ra hình ảnh của các vật thể thực tế ("một cửa sổ kính màu có hình quả dâu tây xanh") cũng như các vật thể không tồn tại trong thực tế ("một khối lập phương có kết cấu của một con nhím").

#### DALL-E 2
Vào tháng 4 năm 2022, OpenAI đã công bố DALL-E 2, phiên bản cập nhật của mô hình với kết quả thực tế hơn. Vào tháng 12 năm 2022, OpenAI đã công bố trên GitHub phần mềm Point-E, một hệ thống thô sơ mới để chuyển đổi mô tả văn bản thành mô hình 3 chiều.

### Chuyển giọng nói thành văn bản

#### Whisper
Năm 2022, OpenAI phát hành mô hình Whisper, đây là mô hình nhận dạng giọng nói đa năng. Mô hình được đào tạo trên một tập dữ liệu lớn gồm nhiều âm thanh đa dạng và cũng là một mô hình đa tác vụ có thể thực hiện nhận dạng giọng nói đa ngôn ngữ cũng như dịch giọng nói và nhận dạng ngôn ngữ.

### Văn bản thành video

#### Sora
Vào ngày 15 tháng 2 năm 2024, OpenAI đã công bố một mô hình chuyển văn bản thành video có tên là Sora, dự kiến sẽ phát hành cho công chúng vào một ngày chưa xác định. Hiện tại, mô hình này mới chỉ sẵn sàng cho các nhóm đỏ (nhóm người dùng thử nghiệm) để kiểm soát các tác hại và rủi ro quan trọng có thể gây ra.

### Công cụ tìm kiếm

#### SearchGPT
SearchGPT, một công cụ tìm kiếm nguyên mẫu do OpenAI phát triển, đã được công bố vào ngày 25 tháng 7 năm 2024, với bản phát hành giới hạn ban đầu cho 10.000 người dùng thử nghiệm. Nó kết hợp các tính năng của công cụ tìm kiếm truyền thống với khả năng AI tạo ra.